# Nähen (Medizin)

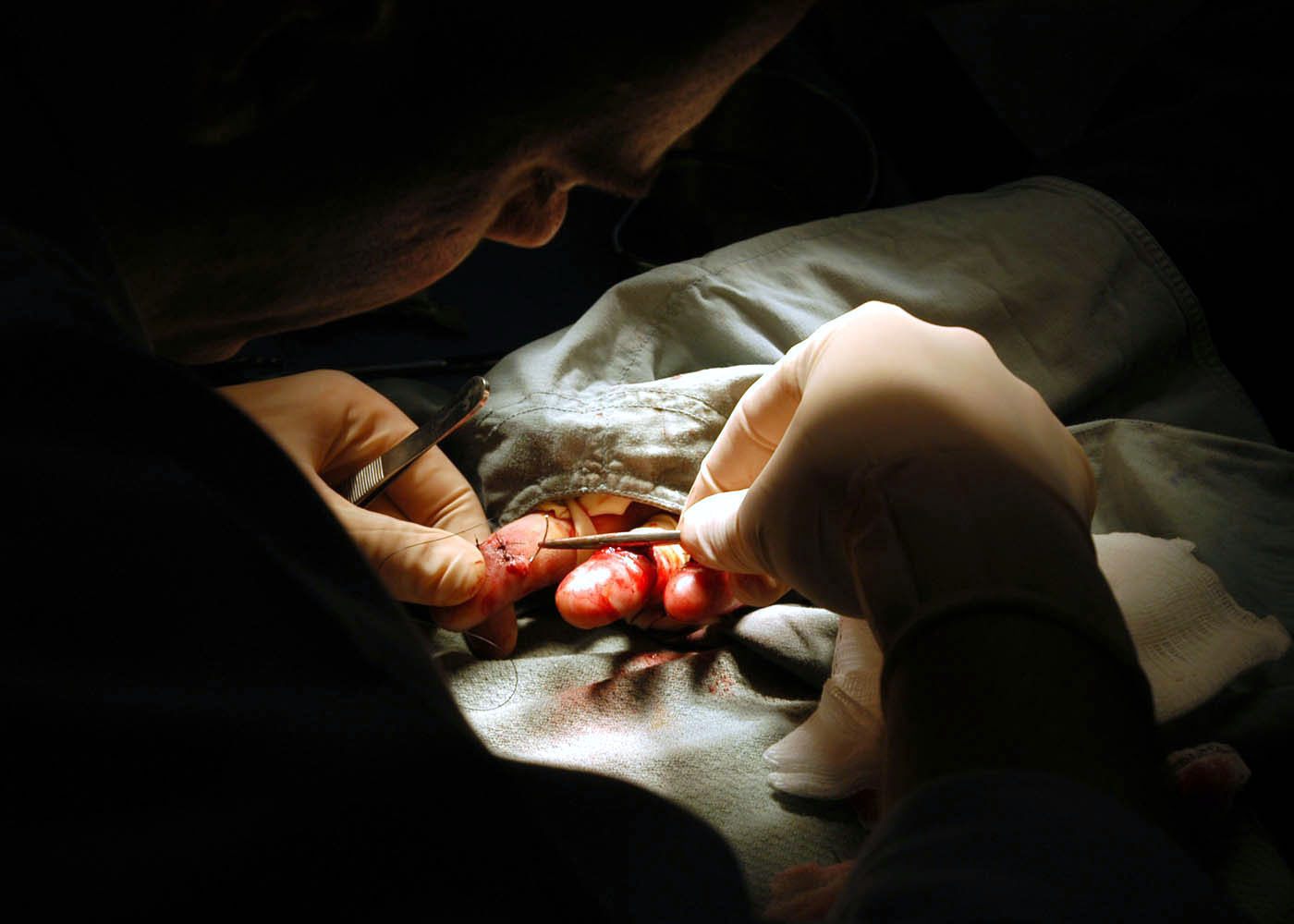
Hautnaht in Einzelknopfnähten bei einer Schnittverletzung an der Fingerbeere

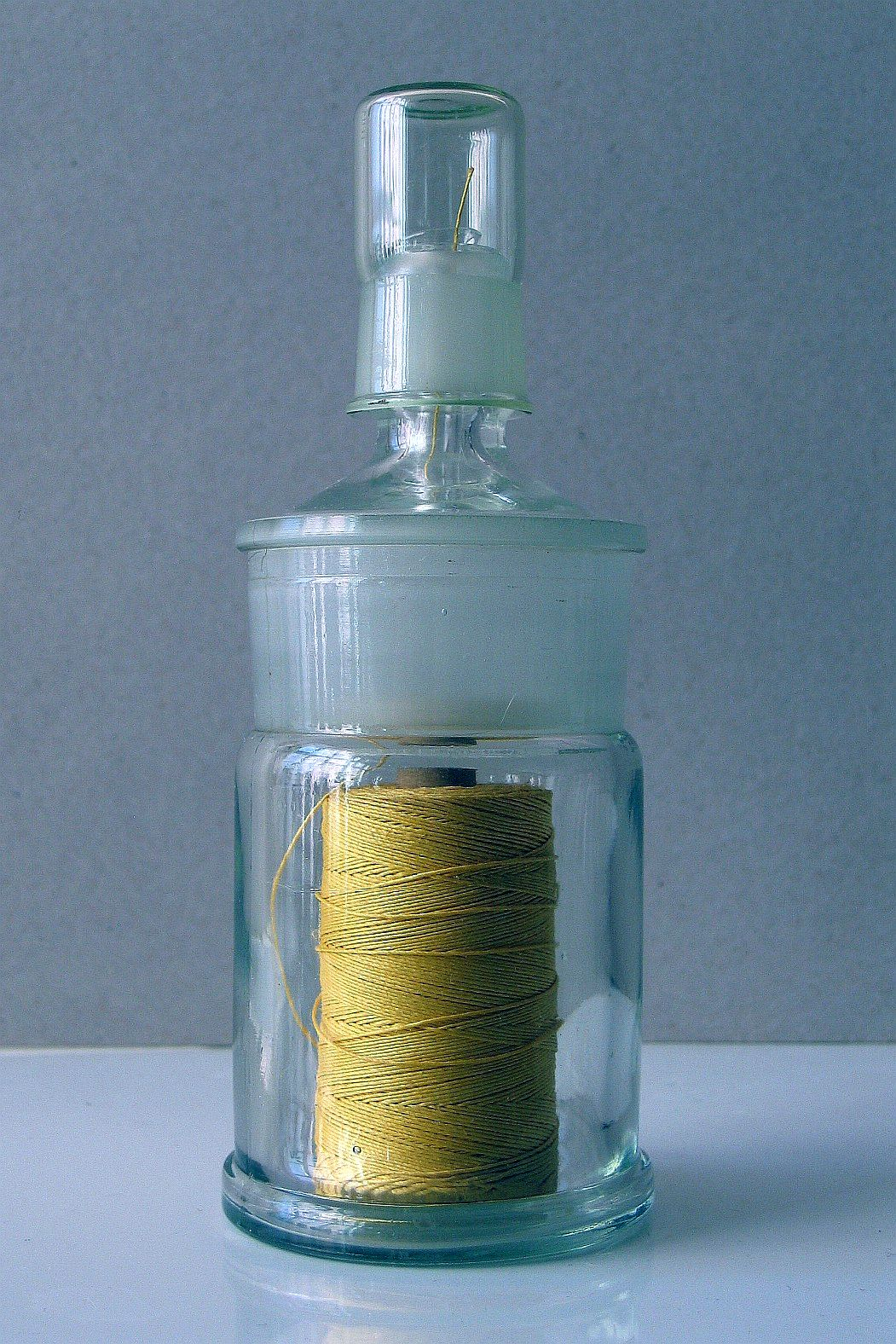
Alter wiederbefüllbarer chirurgischer Fadenspender (Mitte des 20. Jh.)

Nähen bezeichnet in der Medizin die Form der Gewebevereinigung mittels Nadel und Faden, wobei die Fadenenden meist verknotet werden. Es ist eine grundlegende und bis heute unverzichtbare chirurgische oder operative Technik, da eine Wunde am schnellsten komplikationslos verheilt, wenn zusammengehörige Wundschichten spannungsfrei aneinander liegen, gegebenenfalls wird zur eigentlichen Wundnaht eine Entlastungsnaht gesetzt. Der Wundverschluss wird durch verschiedenste Nahttechniken ermöglicht und soll den Zeitraum überbrücken, bis aus der Wundnaht durch Wundheilung eine belastbare biologische Narbe entstanden ist.

## Materialien

### Fäden

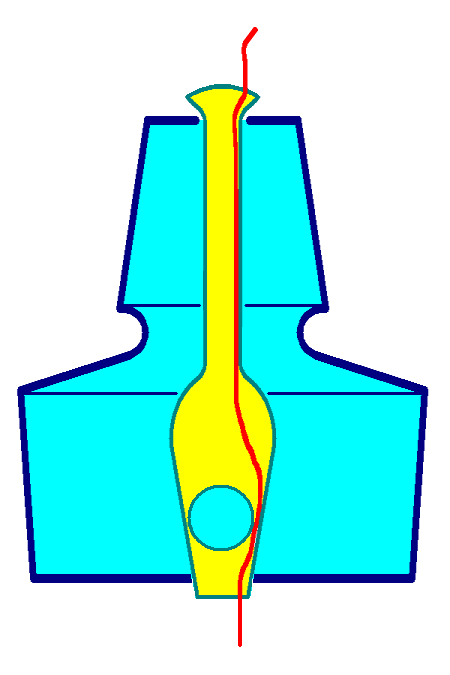
Verschlussmechanismus eines Fadenspenders

Das Nähen ist eine historisch sehr alte Behandlungsform. Bedeutende Fortschritte wurden und werden bei den Materialien, das heißt den Nadeln und den Fäden, gemacht. Verschiedene Aufgaben erfordern dabei verschiedene Nahtmaterialien. Früher verwendete man beispielsweise Naturseide und Schafdarm (Catgut) als Nahtmaterial. Heute werden fast ausschließlich hochmoderne Kunststoffe eingesetzt.

### Geschichte
| 3000 v. Chr.    | älteste chirurgische Instrumente mit Öhrnadel (Ägypten). |
| 1500 v. Chr.    | älteste chirurgische Naht (am Bauch einer Mumie) (Leinen-, Seidenfäden) |
| 1000 v. Chr.    | erste Verwendung von Darmsaiten Bogensehnen (Ayurveda) |
| 500 v. Chr.     | Pflanzenfasern (Baumwolle, Leinen, Hanf, Seide), Tiersehnen, Ameisennaht, Dornen |
| Antike          | In Griechenland werden Tiersehnen, Faszien und Golddrähte verwendet, in Rom Darmsaiten, menschliches Haar, Metallclips sowie Textilfäden (Leinen, Wolle, Seide). Im 1. Jahrhundert n. Chr. war gemäß Celsus bei den Römern die Knopfnaht und die fortlaufende Naht ebenso wie die Gefäßligatur und die Darmnaht bekannt. |
| 650 bis Neuzeit | Metall (Silber, Gold, Platin, Blei, Kupfer, Messing etc.) (Legierungen), später Tantal, Magnesiumlegierungen, Chrom-Nickel-Stahl, Aluminium-Bronze |
| 1400            | Federkiele |
| 16. Jh.         | Das Wort „Catgut“ taucht erstmals in einem Lexikon auf (J. A. Murray). |
| Ende 16. Jh.    | Gabriel von Ferrara beschrieb Nervennähte (bereits Lanfrank von Mailand soll im 13. Jahrhundert eine Nervennaht durchgeführt haben). |
| 1852            | Der Frauenarzt J. Marion Sims führte zur Verminderung des Infektionsrisikos das Nähen mit Silberdraht in die neuzeitliche Chirurgie ein. |
| 1860            | Einführung von Karbol-Catgut. |
| Anfang 20. Jh.  | Es existieren etwa 100 verschiedene Sterilisationsverfahren für Catgut. Keines davon ist zuverlässig. |
| 1900            | Silkwormgut→Seidenspinner |
| 1908            | erste industrielle Fertigung sterilisierten Catguts – Carl Braun, Franz Kuhn, 1907 |
| 1920            | Edelstahl |
| 1926            | Kollagenfaden aus Pferdemuskeln (Carnofil) |
| 1931            | erstes synthetisches Nahtmaterial aus Polyvinylalkohol (Synthofil A von B. Braun) |
| 1939            | ummantelte Polyamidfäden (Supramid von BASF), Kollagenfaden aus Rindersehnen (Collafil) |
| 1960er Jahre    | Einführung der Hautklammerung |
| 1964            | Klebstoff aus Cyanoacrylat als Hautkleber zugelassen |
| 1968            | erstes resorbierbares synthetisches Nahtmaterial Polyglykolsäure (Polyglycolid) (Dexon) |
| 1968            | erster Gewebekleber (Histoacryl) |
| 1974            | Polyglactin 910 Poly(Glycolid-Lactid-Copolymer) Polylactid-co-Glycolid (Vicryl), Polyglykolsäure (Safil) |
| 1981            | Polydioxanon (PDS) |
| 1984            | Polyglyconat Poly(Trimethylencarbonat-Glycolid-Copolymer) (Maxon) |
| 1987            | Polyglactin 910 (Vicryl rapid) |
| 1992            | Polyglecapron Poly(Caprolacton-Glycolid-Copolymer) (Monocryl) |
| 1998            | Polyglykolsäure (Serafit) |
| 1999            | Glykomer 631 Poly(Glycolid-Trimethylencarbonat-p-Dioxanon-Copolymer) (Biosyn), Lactomer 9-1 Poly(Glycolid-Lactid-Copolymer) (Polysorb) |
| 2000            | Glykonat Poly(Glycolid-Trimethylencarbonat-Caprolacton-Copolymer) (Monosyn), Polyglykolsäure (Safil quick) |
| 2010            | Hydroxybutyrate (Monomax) |

Die Entwicklung der Chirurgie, etwa die der Darmchirurgie, beruhte unter anderem auf dem Ausbau der Nahttechniken. Zur Behandlung von Darmwunden wurden in der altindischen Medizin (Sushruta, Ayurveda) und etwa 2000 Jahre später durch Abulcasis Ameisen zur Anbringung einer „Klammernaht“ verwendet, deren scherenartiges Gebiss, das nach dem Entfernen des Ameisenkörpers vom Kopf der Tiere weiterwirkt, die Wundränder im Sinne einer Darmnaht vereinigt. Hippokrates von Kos (4. Jahrhundert v. Chr.) kannte die Wundnaht, empfahl aber, eine frische Wunde nicht zu nähen, sondern allenfalls zu verbinden. Hans von Gersdorff empfahl 1517 die Wundnaht etwa bei Amputationswunden. Eine zuverlässige Darmnaht entwickelte 1826 Antoine Lembert (1802–1851). Heutzutage werden zum Nähen auch die nicht resorbierbaren Materialien Nylon, Polyester, PVDF, Polytetrafluorethylen (PTFE) und Polypropylen, Seide und Edelstahl, sowie  Silber verwendet.

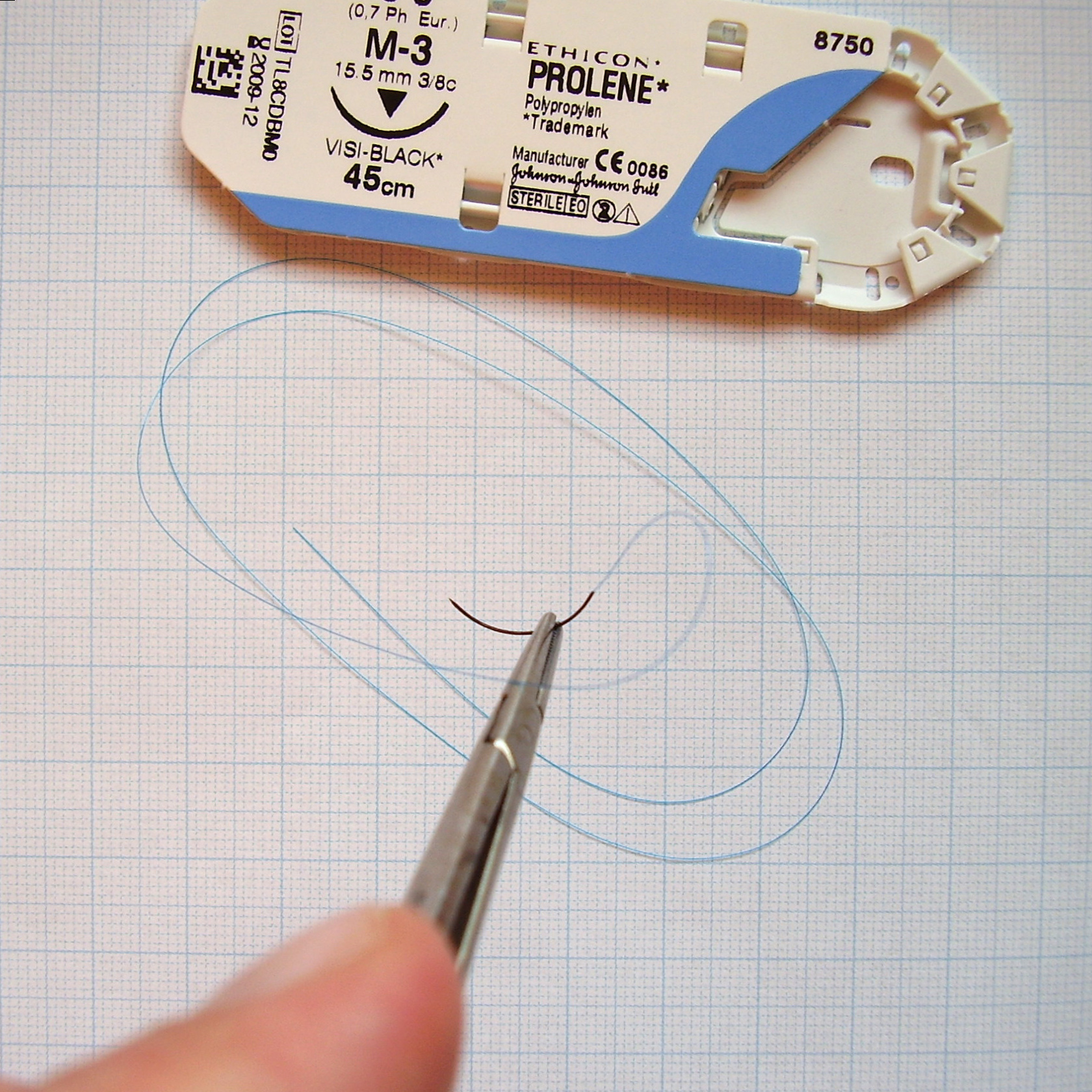
Atraumatisches Nahtmaterial

#### Resorbierbare und nicht resorbierbare Fäden
Zunächst unterscheidet man resorbierbare von nicht resorbierbaren Fäden. Die Naht hat, wie oben beschrieben, immer nur eine zeitlich begrenzte Aufgabe und unnötig im Körper verbliebenes Nahtmaterial stellt ein Entzündungsrisiko dar. Deshalb werden zugängliche, nicht resorbierbare Fäden nach ausreichender Zeit entfernt. Man nennt dies „Fäden ziehen“.
Für Bereiche, in denen man die Fäden zum Ziehen nicht erreichen kann, beispielsweise Nähte an inneren Organen oder im Unterhautfettgewebe, verwendet man daher Fäden, die vom Körper selbst abgebaut (resorbiert) werden. Chirurgisches Nahtmaterial wird dabei nach der Resorptionszeit unterschieden – der Zeit, in der es die Hälfte seiner Festigkeit verloren hat –, während die Auflösungszeit die Zeit ist, die bis zu seiner völligen Auflösung verstreicht.
Die Resorption ist nicht nur eine materialspezifische Eigenschaft, sondern auch eine Funktion der Zeit (Hyperbel). Die modernen Fäden werden durch die Anwesenheit von Körperwasser hydrolytisch gespalten. Die Größe der Oberfläche (und somit der Durchmesser) des Fadens spielen deshalb eine ebenso wichtige Rolle wie die Art des genähten Gewebes, dessen Feuchtigkeitsgehalt unterschiedlich ist. Catgut hingegen wird von proteolytischen Enzymen abgebaut.

#### Dicke und dünne Fäden
Dicke Fäden haben den Vorteil, große Kräfte aushalten zu können, da die Zerreißfestigkeit unter anderem vom Querschnitt abhängt. So werden beim Nähen unter Zugspannung gerne dicke Fäden verwendet. Dicke Fäden hinterlassen aber nach dem Ziehen auch dicke Stichkanäle, die beispielsweise bei einer Hautnaht im Gesicht unschöne Narben verursachen können. Daher stellt die Industrie heute eine sehr große Palette verschiedener Fäden bereit, aus denen der operierende Arzt nach Aufgabenstellung und Erfahrung den jeweils geeigneten Faden wählt.

Einzelknopfnaht

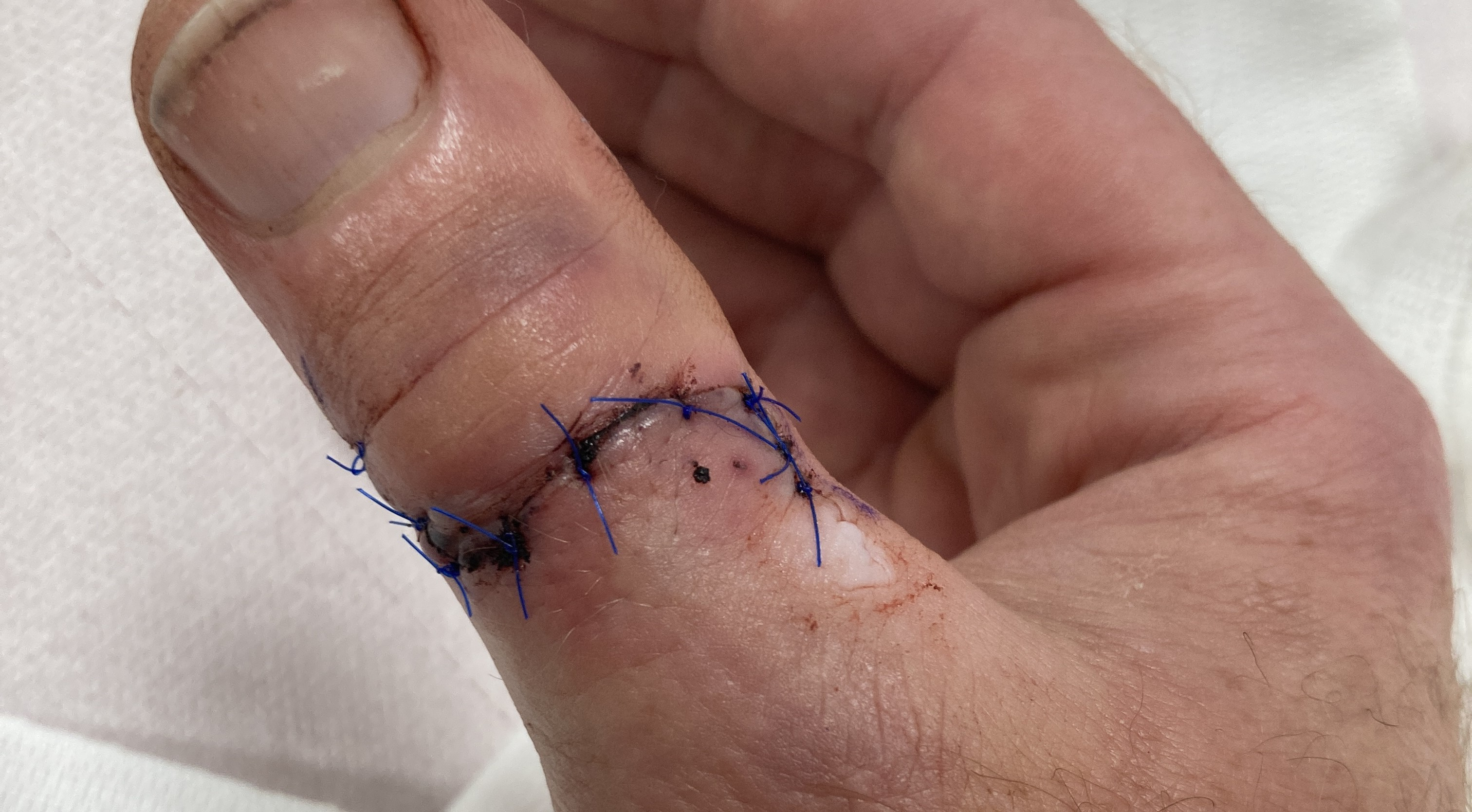
Mit Einzelknopfnaht genähte Wunde

#### Monofile, geflochtene und pseudomonofile Fäden
Monofile (einfädige) Kunststofffäden sind wie Angelschnüre wenig schmiegsam. Zwar gleiten sie beim Nähen gut durch das Gewebe, sie sind aber in der Handhabung störrisch und verhindern durch ihre glatte Oberfläche einen sicheren Knotenhalt.
Durch Flechten oder Verdrehen eines Fadens aus mehreren dünnen Fäden, entsteht ein multifiler geflochtener oder verzwirnter Faden (ein Seil), der wesentlich geschmeidiger und leichter zu knoten und dessen Knotensitz sicher ist. Solche Fäden sägen jedoch beim Gewebedurchtritt, und ihre unverschlossene Oberfläche wirkt wie ein Docht. So können Krankheitserreger in den Körper eindringen und Infektionen begünstigen. Für Nähte im Gesicht gelten daher geflochtene Fäden nicht mehr als zeitgemäß. Für das Nähen beispielsweise der Unterhaut sind sie optimal.
Als Hybride bietet die Industrie pseudomonofile Fäden an. Dabei handelt es sich um geflochtene Fäden mit den genannten Vorteilen bei der Handhabung, deren Oberfläche aber durch Ummantelung oder Beschichtung geglättet ist, wodurch die Säge- und Dochtwirkungen vermieden werden.

### Nähnadeln
Die Nähnadeln werden für verschiedene Anwendungen in unterschiedlichen Formen und mit speziellen Spitzen hergestellt. Heutige Nadeln sind oft beschichtet, um die Gleitfähigkeit zu erhöhen. Früher wurden Nadeln aus Knochen, Elfenbein, Eisen, Silber, Kupfer und Bronze benutzt, später dann aus Stahl, heutzutage nur noch aus rostfreiem Edelstahl.
Früher wurden Fäden oft als sterile, unter Flüssigkeit in Flaschen gelagerte Meterware geliefert und bei Bedarf in wiederverwendbare Nadeln mit einem Federöhr eingespannt, die aber nur annähernd den noch heute zum Nähen von Stoffen verwendeten ähnlich sind. Letztere besaßen nie ein offenes Federöhr. In der Tiermedizin werden wiederverwendbare Nadeln und Nahtmaterial auf Spulen jedoch nach wie vor eingesetzt.
Heute sind in der Humanmedizin nur noch einmal verwendbare Nadel-Faden-Kombinationen üblich. Nadel und Faden bilden eine Einheit, der Faden ist unauswechselbar mit der Nadel verbunden. Außer dem geeigneten Fadenmaterial muss der Arzt aber auch noch eine geeignete Nadel auswählen, denn es gibt für jede Situation besonders gut geeignete: große oder kleine, gerade, leicht oder stark gebogene, im Querschnitt runde oder dreieckige mit scharfen Kanten und vieles mehr.
Beim atraumatischen Nahtmaterial ist das maximale Kaliber der Nadel mit dem des Fadens identisch und beide gehen stufenlos ineinander über. Dadurch wird gewährleistet, dass der Faden den Stichkanal völlig ausfüllt und selbst bei Gefäßnähten kein Blut aus dem Gefäßinneren am Stichkanal austritt. Monofiles oder pseudomonofiles Nahtmaterial ist hierbei selbstverständlich. Besonders heikel bei Herstellung und Gebrauch ist das hohle Nadelende, welches den Fadenanfang umschließt. In aller Regel wird bei Gebrauch die Nadel im Nadelhalter in ihrem hinteren Drittel und nie im Bereich des Hohlöhrs eingespannt.

## Spezielle Nahtformen

A – klassische Einzelknopfnaht
B – Donati-Naht
C – Allgöwer-Naht

Intrakutannaht mit je einem Ein- bzw. Ausstich am Ende der Wunde, unten Einzelknopfnähte, die zweite von rechts als Allgöwer-, die erste von rechts als Donati-Naht.

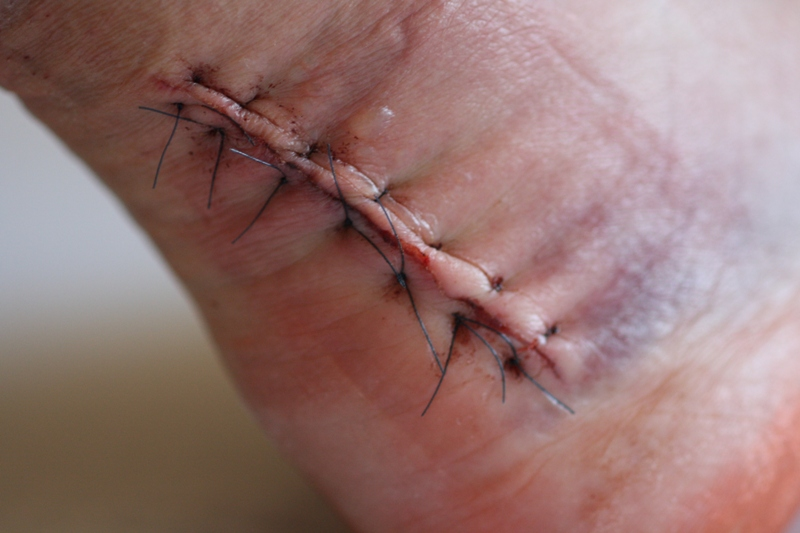
Donati-Naht nach einer Fersenoperation

Der typische Standard ist die Einzelknopfnaht (A), bei welcher durch einen kreisförmig durchs Gewebe geführten Faden mit einem mehrfachen Knoten eine punktförmige Wundadaptation erzeugt wird. Lange Wunden benötigen daher mehrere. Aber das Vernähen langer Wunden kann auch mit einem fortlaufenden Faden geschehen, wobei verschiedene Fadenführungen möglich sind: überwendlich oder nur in einer Ebene hin und her. Um hierbei Hautaustrittskanäle zu vermeiden, entwickelte man die vollständig versenkte Intrakutannaht.
Spezielle Formen der Nähte kann man sogar bei Spannung des Gewebes ausführen, so die vertikale Rückstichnaht, die Donati-Naht (B). Durch abwechselnden jeweils nur einseitigen Hautausstich bei der Allgöwer-Naht (C) lässt sich die Zahl der Hautaustritte sogar noch halbieren. Die gepaarte andere Seite wird dabei nur intra- und subkutan gefasst.
Eine Entlastungsnaht ist eine zusätzliche Naht außerhalb der eigentlichen Wunde, die dazu dient, den Zug auf die eigentliche Wundnaht zu reduzieren. Ein starker Zug führt zu Durchblutungsstörungen, so dass die Fäden das Gewebe durchschneiden und es zu einer Nahtdehiszenz kommt. Entlastungsnähte verteilen die Kräfte auf eine größere Fläche. Typische Nahtformen für Entlastungsnähte sind die Donati-Naht, die Sultan-Diagonalnaht oder Fern-nah-nah-fern-Hefte der Fern-fern-nah-nah-Hefte. Sie werden 1 bis 2 cm neben der eigentlichen Wundnaht gesetzt. Spannungsreduzierende Nähte können häufig schon nach drei Tagen entfernt werden, weil Fibrin in dieser Zeit schon für eine ausreichende Stabilität des Wundverschlusses sorgt. Kann auch mit einer entlastungsnaht keine spannungsfreie Adaption der Wundränder erzielt werden, sind Entlastungsschnitte notwendig. Größere Hautdefekte müssen mit Schwenklappen oder Hauttransplantationen verschlossen werden.

## Betäubung
In vielen Fällen kann eine Betäubung erforderlich sein. Je nach Fall kommen dazu eine örtliche Betäubung (Lokalanästhesie oder Regionalanästhesie), Sedierung bzw. Analgosedierung oder eine Allgemeinanästhesie (Vollnarkose) in Frage.

## Knoten
Zum Verschließen einer Naht verwenden Chirurgen spezielle Knotentechniken wie Einhand- oder Zweihandknoten. Damit können Knoten wie der Kreuzknoten, Chirurgenknoten oder Gleitknoten wie Röder- und Von-Leffern-Knoten geknüpft werden.

## Nadelhalter
Das frühere Führen der Nadel von Hand kommt heute vereinzelt lediglich bei geraden Nadeln zur Anwendung (optional z. B. für die Intrakutannaht eines Pfannenstielschnitts nach einem Kaiserschnitt). Heutzutage wird sie in den allermeisten Fällen mit einer speziellen Metallklemme, dem Nadelhalter, von denen es zwei prinzipiell unterschiedliche Arten mit vielen Modifikationen gibt, durch das Gewebe gestochen und damit auch wieder herausgezogen. Das hat verschiedene Vorteile: Das Infektionsrisiko für den Operateur durch versehentliche Stichverletzungen ist geringer und es können kleinere Nadeln gefasst werden. Auch kann man so in tiefere Wundhöhlen eindringen. Mit Operationshandschuhen ist die Handhabung des Nadelhalters leichter als das Führen der Nadel von Hand.
Sogar das Knoten des Fadens kann in vielen Situationen mit dem Nadelhalter erfolgen. In anderen Situationen ist der von Hand vorgelegte und mit dem Finger in die Tiefe geführte Knoten unersetzlich.

## Alternativen

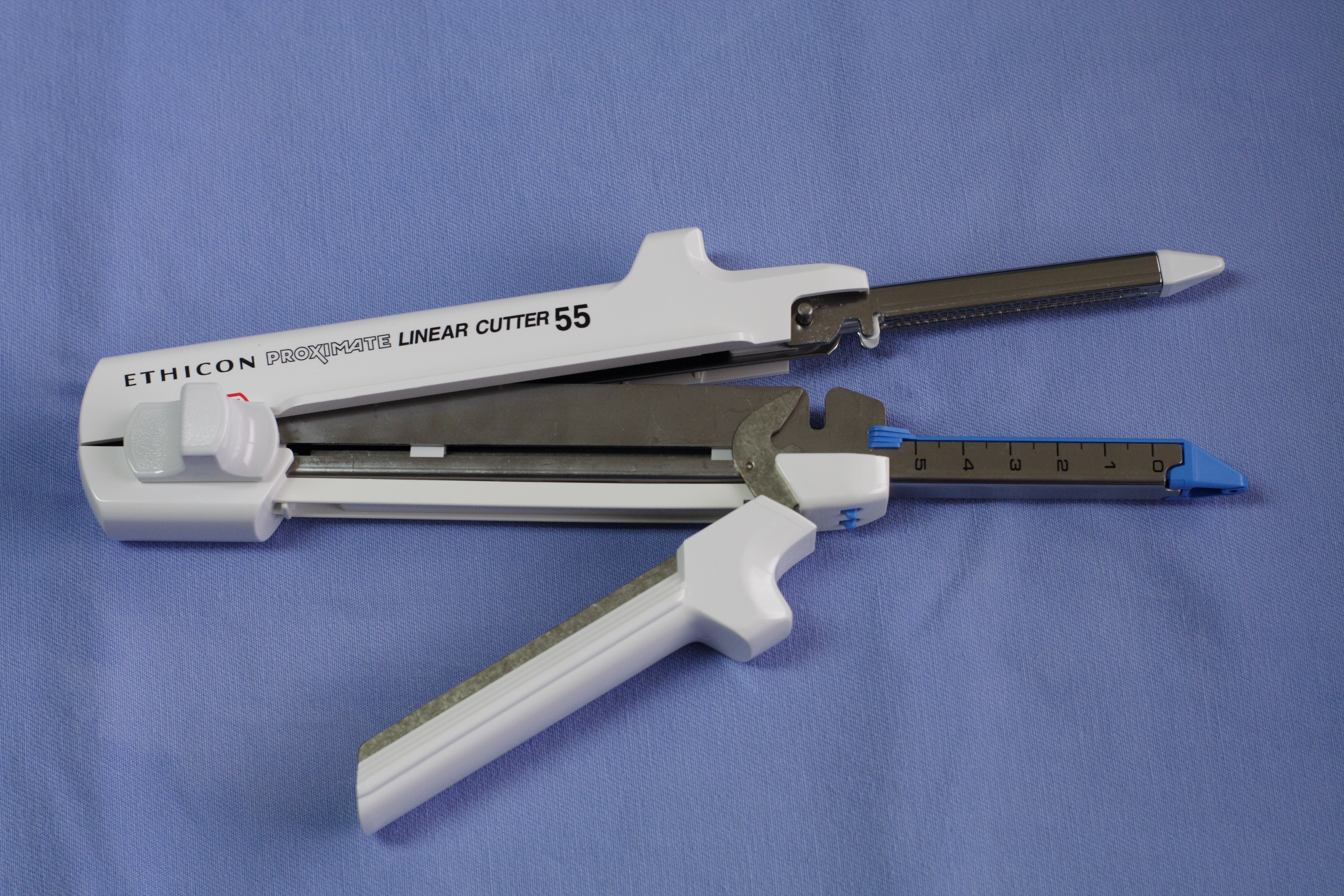
Chirurgisches Klammergerät

Zum Nähen gibt es eine Reihe von Alternativen. Keines dieser Verfahren erreicht aber die universelle Anwendbarkeit und Vielfalt des Nähens. Nach dem Aufwand sortiert kann man folgende nennen:
Pflasterzüge
Sie nehmen die Kräfte auf, die eine Wunde klaffen lassen, und ermöglichen so eine spannungsfreie Adaptation und Heilung. Naturgemäß werden solche Techniken ausschließlich äußerlich angewendet. Es gibt aseptisch produzierte Pflaster und sterile in einer luftdichten Verpackung (Steristrip als ältestes Beispiel sei hier stellvertretend genannt.).
Älter noch ist eine im Spätmittelalter bereits angewendete und als (der) Selbhaft (von mittelhochdeutsch selphaft, von haft „Naht“) bezeichnete hautschonende Methode der chirurgischen Wundklammerung, bei der jeder Wundrand einer Schnittwunde mit einem (leinenen) Tuchstreifen beklebt wird und diese Streifen anschließend, die Wundränder einander näherkommen lassend, vernäht werden.
Verkleben
Im Körperinnern kann man Nähte mit Fibrinkleber abdichten, großflächige Wundflächen auf gleiche Art versiegeln oder Defekte verschließen. Die Reißfestigkeit ist begrenzt. Deshalb werden so geklebte Defekte niemals sofort belastet, beispielsweise bei der Klebung nach Achillessehnenruptur. Vorteilhaft ist, dass Fibrin als Eiweiß um- oder abgebaut wird, also kein Fremdkörper im Körper verbleibt. Synthetische Polycyanacrylat-Kleber (Sekundenkleber) werden derzeit aufgrund unvermeidbar toxischer Monomere ausschließlich äußerlich angewendet, zum Beispiel bei Hautwunden für ein kosmetisch gutes Resultat. Oberflächliche Klebungen werden bei der Hautregeneration abgestoßen.
Klammern (englisch staples)
Beim chirurgischen Klammern, „Tackern“ oder „Stapeln“ werden zum Verschluss von Hautwunden Metallklammern gesetzt, die von außen die Haut zusammenhalten. Der Vorteil ist in erster Linie eine reduzierte OP-Dauer. Auch innerlich lassen sich Klammern verwenden, nur werden diese in der Regel nicht einzeln gesetzt, sondern es werden Klammernahtgeräte verwendet.
Klammernahtgeräte (Stapler)
Hohlorgane wie Speiseröhre, Magen, Dünn-, Dick- oder Mastdarm kann man mit solchen Spezialgeräten miteinander verbinden oder in einem Arbeitsgang durchtrennen und wieder zusammentackern. Es wurden auch Stapler für Gefäßoperationen entwickelt, sie fanden aber keine bedeutende Akzeptanz.